# Conte del Württemberg
I Conti del Württemberg (o del Wirtemberg) furono signori dell'omonimo territorio elevato al rango di contea nel XII secolo. Nel 1495 l'Imperatore Massimiliano I fece deliberare alla Dieta di Worms l'elevazione della contea al rango di ducato. Il 1º gennaio 1806 il ducato divenne, per decisione di Napoleone Bonaparte, un regno.

## Signori del Württemberg
- Corrado I, circa 1081 - 1110
- Corrado II, circa 1110 - 1143

## Conti del Württemberg
- Ludovico I 1143 - 1158
- Ludovico II, 1158 - 1181
- Hartmann I, 1181 - 1240
- Ludovico III, 1194 - 1241
- Ulrico I, 1241 - 1265
- Ulrico II, 1265 - 1279

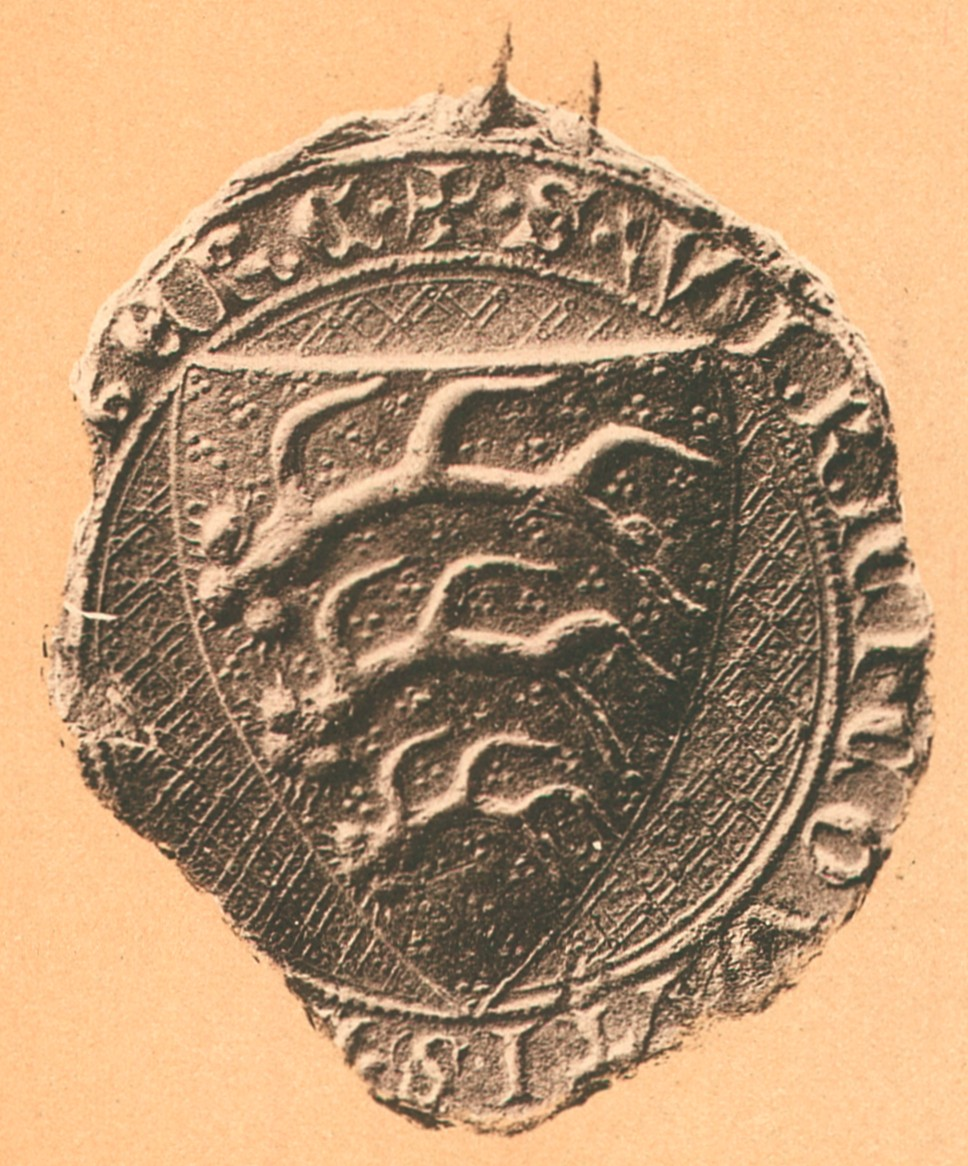
Sigillo del conte Ulrico I del 1259

- Eberardo I l’Illuminato, 1279 - 1325
- Ulrich III, 1325 - 1344
- Ulrico IV, 1344 - 1362 insieme a:
  - Eberardo II fino al suo rientro nel 1362
- Eberardo II, il Piagnone od i Barbone, 1344 - 1392
  - fino al 1362 con Ulrico IV
- Eberardo III, il Mite, 1392 - 1417
- Eberardo IV, il Giovane, 1417 - 1419
- Ludovico I di Württemberg-Urach e Ulrico V, 1419 - 1426, sotto la tutela della madre, Enrichetta di Mömpelgard
- Ludovico I di Württemberg-Urach, 1426 - 1442
- Ulrich V, 1433 - 1442, insieme a
  - Ludovico I di Württemberg-Urach

Qui la contea del Württemberg si sdoppia e viene ripartita fra i due figli di Enrichetta di Mömpelgard, Ulrico, cui va la parte detta "di Stoccarda" e Ludovico, cui va la parte detta "di Urach".

## Linea di Stoccarda (Württemberg-Stuttgart)
- Ulrico V, il Beneamato, 1442 - 1480
- Eberardo VI, 1480 - 1482 successivamente duca come Eberardo II

## Linea di Urach (Württemberg-Urach)
- Ludovico I di Württemberg-Urach, 1442 - 1450, sposato con Mechthilde del Palatinato
- Ludovico II di Württemberg-Urach, 1450 - 1457
- Eberardo V di Württemberg-Urach, 1457 - 1482
- Eberardo V, 1482 - 1495

Da questa data la contea di Württemberg diviene ducato di Württemberg ed Eberardo V di Württemberg-Urach diviene duca con il nome di Eberardo I di Württemberg.